# Bouvierella carcinophila
Bouvierella carcinophila is een vlokreeftensoort uit de familie van de Calliopiidae. De wetenschappelijke naam van de soort is voor het eerst geldig gepubliceerd in 1889 door Chevreux.